# BTNHResurrection
BTNHResurrection es un álbum del grupo de rap Bone Thugs-N-Harmony. El álbum fue lanzado el 29 de febrero de 2000 por la discográfica Ruthless Records. Alcanzó la condición de platino dentro de un mes, pero las ventas disminuyeron después.

## Lista de canciones
1. «Show 'Em» - 5:15
2. «The Righteous Ones» (Feat. David's Daughters) - 4:32
3. «2 Glocks» - 4:26
4. «Battlezone» - 4:19
5. «Ecstasy» - 5:43
6. «Murder One» - 4:15
7. «Souljahs Marching» - 3:40
8. «Servin' tha Fiends» - 3:52
9. «Resurrection (Paper, Paper)» - 5:15
10. «Can't Give It Up» - 5:09
11. «Weed Song» - 4:09
12. «Change the World» (Feat. Big B) - 4:31
13. «Don't Worry» - 5:35
14. «Mind on Our Money» - 5:10
15. «No Way Out» - 5:10
16. «One Night Stand» [Bonus Track] - 4:53

- Datos: Q1754586